# Candida Colosimo
Candida Natiello Colosimo (Vietri di Potenza, 17 novembre 1878 – Firenze, 25 aprile 1972) è stata una pittrice italiana naturalizzata statunitense.

## Biografia
Nasce in una ricca famiglia di proprietari terrieri. Il padre, in cerca una nuova sistemazione, decide di trasferirsi a New York assieme alla famiglia nel 1882. Vi erano i motivi per iniziare una nuova vita in America, ma la morte improvvisa di suo padre nel 1883 cambia rapidamente le vite di tutti i familiari. La madre successivamente sposa Giuseppe Colosimo: si trasferiscono a Washington dove il patrigno è già integrato nella società locale.
Come studentessa negli anni novanta partecipa a diverse mostre di pittura, poi espone i suoi quadri nel maggio del 1900 presso la Corcoran Gallery. Si diploma e inizia a insegnare alla Corcoran School of Art. Nel 1901 partecipa a una mostra di dipinti ad olio e disegni realizzati dagli allievi di Howard Helmick ed esposti alle Veerhoff's Galleries. Agli inizi del '900 la sua presenza è attestata come insegnante di disegno al Fairmont Seminary e al Washington Seminary.
Muore a 93 anni nella sua casa fiorentina in via del Ronco 10, dopo una lunga malattia; è sepolta al Cimitero di Trespiano di Firenze.

### In Italia
Nel 1904 torna in Italia frequenta la Scuola Libera di Nudo.
Grazie alla sua doppia cittadinanza entra a far parte della colonia americana, dove conosce il maestro Julius Rolshoven, che la aiuta ad affinare la sua tecnica e le fa un ritratto ad olio. Inoltre, conosce Juana Romani, che le regala un bellissimo autoritratto.
Partecipa a molte esposizioni: nel 1913 la sua presenza è attestata nel catalogo delle opere ammesse alla "2ª Esposizione Internazionale Femminile di Belle Arti", promossa dalla rivista La Donna, tenutasi a Palazzo Stabile del Valentino. In seguito la "Società di Belle Arti di Firenze" la dichiara meritevole della Gran Medaglia d'Argento per "l'Esposizione del Soldato" del maggio 1917 a Palazzo Davanzati.
È promessa in sposa al nobile Cappabianca, ma il matrimonio è annullato a causa dello scoppio della Prima guerra mondiale.
Diventa poi allieva di Vincenzo Gemito a Napoli. Tra la fine degli anni Venti e l'inizio degli anni Trenta insegna pittura a tempera a Firenze presso la School of Fine Arts, Crafts and Decorative Design.
Gli ultimi decenni della sua vita li trascorre dedicandosi all'antica arte del ricamo. Inoltre, intrattiene un'interessante corrispondenza (1956-59) con la sua inseparabile amica Nancy Cox-McCormack Cushman, famosa scultrice e scrittrice americana.

Foto: Ritratto della signorina Reeder (“Fotografia Reali”, Firenze, 1917, 8,2 × 5,3 in)

### Attività umanitarie
Durante la prima guerra mondiale (1914-1918) presta servizio per sei anni presso la Croce Rossa Italiana e americana, ai cosiddetti "Servizi Ausiliari" del Regio Esercito Italiano. Inoltre, fonda il Comitato Pro-Case, con cui inizia una raccolta fondi per aiutare i soldati bisognosi attraverso l'acquisto di un'abitazione nel loro paese natale.

## Mostre principali
- Salmagundi Members' Exhibitions, (Salmagundi Club, la prima sala del club all'angolo tra Seventeenth e G Streets, il club ha le sue mostre primaverili e autunnali), Washington (DC), USA, 1898.
- Salmagundi Members' Exhibition, (Salmagundi Club, 1710 Pennsylvania Avenue, 29 maggio e giorni successivi), Washington (DC), USA, 1899.
- Salmagundi Members' Exhibition, (Salmagundi Club, edificio DAR, Seventeenth Street, 10 giugno e giorni successivi), Washington (DC), USA, 1900.
- Mostra di dipinti degli artisti di Washington, tenuta sotto gli auspici di un comitato di donne, di cui la sig. John B. Henderson era presidente, (Corcoran Gallery of Art, 4–21 maggio), Washington (DC), Stati Uniti, 1900.
- Exhibition of Paintings and Drawings Done in Class by The Pupils of Mr. Howard Helmick, (Veerhoff's Galleries, 29 maggio e giorni seguenti), Washington (DC), USA, 1901.
- LXI Esposizione Annuale dell'anno 1908, (Società delle Belle Arti di Firenze, 15 marzo-7 giugno), Firenze, Italia, 1908.
- LXII Esposizione Annuale dell'anno 1909, (Società delle Belle Arti di Firenze, 28 marzo-6 giugno), Firenze, Italia, 1909.
- Esposizione Internazionale di Pittura, Scultura, Architettura e Bianco e Nero. 2ª edizione, (Società delle Belle Arti in Firenze, 30 marzo-30 giugno), Firenze, Italia, 1913.
- 2ª Esposizione Internazionale Femminile di Belle Arti, (Promossa dalla Rivista "La Donna", Palazzo Stabile del Valentino, 22 maggio-30 giugno), Torino, Italia, 1913.
- 2ª Esposizione Invernale Toscana, (Società delle Belle Arti di Firenze, dicembre 1915-gennaio 1916), Firenze, Italia, 1915.
- Esposizione del Soldato, (Società delle Belle Arti di Firenze, Palazzo Davanzati, marzo-aprile), Firenze, Italia, 1917.
- Vendita di opere e oggetti a Beneficio dei Fratelli profughi, (Società delle Belle Arti di Firenze, 20, 21 e 22 dicembre), Firenze, Italia, 1917.
- 1ª Esposizione Biennale Nazionale d'Arte della Città di Napoli, (Palazzo Reale, maggio-ottobre), Napoli, Italia, 1921.
- Una sua opera è attualmente esposta al Vittoriale degli Italiani, e vi rimarrà fino a settembre 2022.
- Un suo quadro e alcune fotografie sono stati esposti alla Galleria d'Arte Moderna di Palazzo Pitti, uno dei musei ospitati a Palazzo Pitti a Firenze, e vi sono rimasti fino al 26 maggio 2019. Successivamente quel dipinto è stato spostato nel 2020 nella Galleria degli Uffizi.